# Лейди и Скитника
„Лейди и Скитника“ (на английски: Lady and the Tramp) е американска анимационна романтична музикална комедийна драма от 1955 г., продуцирана от Уолт Дисни и режисирана от Клайд Джероними, Уилфред Джаксън и Хамилтън Луск. Това е 15-ият анимационен филм на Дисни и първият, заснет в широкоекранния филмов процес CinemaScope. Сюжетът е базиран на Happy Dan, The Whistling Dog от Уард Грийн. Лейди и Скитника разказва историята на женски американски кокер шпаньол на име Лейди, която живее в изискано семейство от висшата класа, и бездомния пес, наречен Скитника. Когато двете кучета се срещат, се впускат в много романтични приключения и се влюбват.
Продължението е „Лейди и Скитника 2: Приключенията на Скамп“ от 2001 г., което е пуснато директно на VHS и DVD.
През 2019 г. е премиерата на игралния филм Лейди и Скитника по стрийминг платформата Disney+.

## Сюжет
В коледната сутрин на 1909 г., в един град от Средния Запад, Джим Диър подарява на съпругата си Дарлинг женско кученце от породата американски кокер шпаньол, на което му е дадено името Лейди. Лейди се радва на щастлив живот с двойката и се сприятелява с две местни кучета - шотландския териер Джок и блъдхаунда Тръсти. В същото време, в другия край на града един бездомен пес, наречен Скитника, живее сам, хранейки се с отпадъците от италианския ресторант на Тони и защитавайки близките си Пег (пекинез) и Бул (английски булдог) от местния ловец на кучета. Един ден, Лейди се натъжава, след като собствениците ѝ започват да се държат хладно с нея. Джок и Тръсти я посещават и установяват, че промяната в държанието на Джим и Дарлинг се дължи на това, че очакват бебе. Докато Джок и Тръсти обясняват какво е бебе, Скитника прекъсва разговора им, предлагайки своите мисли по въпроса, което предизвиква непиязън у Джок и Тръсти към новодошлия. Напускайки двора, Скитника припомня на Лейди, че „когато бебето дойде, кучето се отдалечава“.
В крайна сметка, бебето се ражда и е представено на Лейди, която му се радва. Скоро след това Джим и Дарлинг заминават на пътешествие, а леля Сара пристига, за да се грижи за бебето и къщата. Леля Сара пристига с двете си зли сиамски котки Си и Ам, които умишлено разхвърлят къщата, карайки стопанката си да мисли, че Лейди е виновна за безпорядъка. Тогава леля Сара отвежда Лейди в зоомагазин, където ѝ купува намордник. Ужасена, Лейди бяга, за да се спаси от три кучета, които я преследват. Скитника я спасява и намира бобър в местния зоопарк, който може да махне намордника. По-късно, Скитника показва на Лейди как живее и я води на вечеря на свещи при Тони. Лейди започва да се влюбва в Скитника, но решава да се върне у дома, за да бди над бебето. Скитника предлага да я придружи до дома ѝ, но когато той решава да гони кокошки във фирмата за забавление, Лейди е заловена от ловеца на кучета и откарана в кучешкия приют. Докато е в кучкарника, другите кучета (включително Пег и Бул, които са заловени) казват на Лейди, че Скитника е имал много приятелки и е малко вероятно той да остане с нея. В крайна сметка, Лейди е освободена от леля Сара, която я връзва в задния двор заради бягството.
Джок и Тръсти посещават Лейди, за да я утешат, но когато пристига Скитника, тя гневно се изправя срещу него заради приятелките му от миналото и затова че не я е спасил от приюта. Натъжен, Скитника си тръгва, но веднага след това плъх влиза в къщата. Лейди вижда плъха и го лае безумно, но леля Сара ѝ се скарва. Скитника чува лаенето на Лейди и се връща обратно, влиза в къщата и открива плъха в стаята на бебето. Лейди се освобождава и се втурва към детската стая, където Скитинка по невнимание бута бебешкото креватче, преди да убие плъха. В суматохата леля Сара си мисли, че кучетата са виновни. Тя заключва Скитника в килера, а Лейди – в мазето и се обажда на кучкаря, за да дойде и отведе Скитника в приюта. Джим и Дарлинг се връщат от пътуването, ловецът на кучета вече е отвел Скитника, освобождават Лейди и тя им показва мъртвия плъх. Ставайки свидетели на случващото се, Джок и Тръсти преследват колата на кучкаря. Кучетата изплашват конете, които дърпат колата, и причиняват катастрофа. Джим, придружен от Лейди, пристига с такси на мястото на злополуката. Лейди и Скитника се събират, но радостта им е кратка, тъй като Тръсти, неподвижен, е притиснат от колелата на колата, а Джок надава тъжен вой.
На Коледа Скитника е приет в семейството, и той и Лейди са създали свое семейство – раждат им се три дъщери, които приличат на Лейди, и син, който прилича на Скитника. Джок и Тръсти, който е със счупен крак, който още се лекува, посещават младото семейство. Благодарение на кученцата, Тръсти има нова публика за своите стари истории, които обаче е забравил.

## Актьори
- Барбара Лъди – Лейди, американски кокер шпаньол
- Лари Робъртс – Скитника, бездомен пес
- Бил Томпсън – Джок, шотландски териер
- Бил Баукъм – Тръсти, блъдхаунд
- Верна Фелтън – Леля Сара, сестра на Дарлинг
- Джордж Гивот – Тони, собственик на италиански ресторант
- Лий Милър – Джим, съпруг на Дарлинг и стопанин на Лейди
- Пеги Лий – Дарлинг, съпруга на Джим и стопанка на Лейди
- Стан Фриберг – Бобър, освободил Лейди от намордника
- Алън Рийд – Борис, борзая от кучешкия приют
- Турл Рейвънскрофт – Ал, алигатор
- Далас Маккенън – Тъфи, куче от приюта
- The Mellomen (Турл Рейвънскрофт, Бил Лий, Макс Смит, Боб Хамлин и Боб Стивънс) – Кучешки хор

## Продукция

### Развитие на историята
През 1937 г. драматургът на Дисни Джо Грант излиза с идея, вдъхновена от породата английски спрингер шпаньол и как „остава настрана“ заради новото бебе на Джо. Той се обръща към Уолт Дисни със скици на Лейди. Дисни се наслаждава на скиците и поръчва на Грант да започне разказ за развитието на нова анимация, озаглавена „Лейди“. До края на 30-те и началото на 40-те години на миналия век Джо Грант и други художници се занимават с историята, като използват различни подходи, но Дисни не е доволен от нито една от тях, главно защото смята, че Лейди е прекалено сладка и че няма достатъчно действие. 
В началото на 40-те години Уолт се запознава с кратката история Happy Dan, The Whistling Dog, написана от Уард Грийн, в списание „Космополитън“.  Дисни смята, че историята на Грант ще се подобри, ако Лейди се влюби в цинично куче герой като този в историята на Грийн, и купува правата на Грийн.  Циничното куче има различни имена по време на развитието на историята като Омир, Рагс и Босо, преди да бъде избран окончателният вариант Скитника. 
Завършеният филм е малко по-различен от първоначално планирания – Лейди е трябвало да има един близък съсед на име Хуберт, който по-късно е заменен от Джок и Тръсти; леля Сара е трябвало да бъде традиционният тип тъща, а котките ѝ Тип и Тък са применувани на Си и Ам.  Първоначално собствениците на Лейди са наречени Джим Браун и Елизабет. Те бяха променени, за да се подчертае гледната точка на Лейди. За кратко се споменават като „господин“ и „госпожа“, преди да се установят имената „Джим“ и „Дарлинг“. За да запази перспективата на кучето, лицата на Дарлинг и Джим се срещат рядко, подобно на „Мадам Две обувки“ в анимациите за Том и Джери. В ранните скици плъхът е малко комичен герой, но става много по-страшен, поради необходимостта да се вдигне драматично напрежение. Създадена, но след това изтрита сцена, в която Тръсти казва: „Всеки знае, че най-добрият приятел на кучето е неговият човек“, Скитника описва свят, в който се превключват ролите на кучетата и хората; кучетата са господарите и обратното.  Трябвало е да има любовен триъгълник, в който участват Лейди, Скитника и Борис (последният участва в окончателната лента, появявайки се в кучешкия приют). 
Сцената, в която Дарлинг открива Лейди в коледната сутрин, е вдъхновена от истинска история, в която Уолт Дисни подарява кученце на съпругата си Лили. 
През 1949 г. Грант напуска студиото, но драматурзите и художниците на Дисни работят върху филма, подобрявайки скиците на Грант.  A solid story began taking shape in 1953, based on Grant's storyboards and Greene's short story. По-късно Грийн написа нова редакция на филма, която е публикувана две години преди самия филм, по настояване на Уолт Дисни, така че публиката да е запознае с историята.  Грант не е кредитиран във филма, докато Ерик Голдберг, директор анимации на Дисни, решава да го кредитира в Лейди и Скитника, диамантено издание, зад кулисите. 

### Анимация
Както е направено с елените от Бамби, аниматорите изследват много кучета от различни породи, за да уловят движението и личността на кучетата. Въпреки че най-известната сцена от филма е тази, в която кучетата ядат спагети, Уолт Дисни е готов да я отреже, мислейки, че няма да е романтична и кучетата, които ядат спагети, ще изглеждат глупави. Аниматорът Франк Томас е против решението на Уолт и сам създава цялата сцена без никакви оформления. Уолт е впечатлен от работата на Томас и решава да остави сцената. 
Първоначално художникът на фона е трябвало да бъде Мери, но тя напуска студиото, за да се превърне в илюстратор на детски книги през 1953 година. Клод Коатс е назначен за главен художник. Коутс прави модели на интериора на къщата на Джим и Дарлинг и заснема филма в ниска перспектива, за да запази перспективата на кучето. 

## Премиера
Премиера на Лейди и Скитника е на 22 юни 1955 г. Филмът е излъчван и през 1962, 1972, 1980 и 1986 г.
През 1987 г. е пуснат в продажба на VHS в Северна Америка, а през 1990 г. във Великобритания. Лимитирано издание на DVD е пуснато 23 ноември 1999 г.
Лейди и Скитника Диамантено издание на DVD е пуснато в продажба на 28 февруари 2006 г.,  като в същия ден са продадени над 1 милион копия. 
На 7 февруари 2012 г. излиза в Blu-ray формат като част от Диамантената серия от филми на Дисни.
На 27 февруари 2018 г. излиза Blu-ray издание от серията Signature Collection, а в DVD формат е насрочено за 29 май 2018 г.

## Награди и номинации
| Година | Церемония                  | Категория                                     | Резултат  |
| ------ | -------------------------- | --------------------------------------------- | --------- |
| 1956   | Награди БАФТА              | Най-добър анимационен филм                    | Номиниран |
| 1956   | Награди David di Donatello | Най-добър чуждестранен продуцент (Уолт Дисни) | Номиниран |
| 2006   | Награди Satellite          | Най-добро DVD                                 | Номиниран |

Американски филмов институт
- AFI's 100 Years...100 Movies – Номиниран[16]
- AFI's 100 Years...100 Passions – No. 95
- AFI's 100 Years...100 Songs:
  - He's a Tramp – Номиниран[17]
- AFI's Greatest Movie Musicals – Номиниран[18]
- AFI's 10 Top 10 – Номиниран[19]

## Дублаж
| Роля          | Актьор                                          |
| ------------- | ----------------------------------------------- |
| Лейди         | Ася Рачева                                      |
| Скитник       | Тодор Георгиев                                  |
| Дарлинг       | Симона Нанова (диалог) Мариана Арсенова (вокал) |
| Джим Скъпи    | Радослав Рачев                                  |
| Джок          | Калин Арсов                                     |
| Тръсти        | Васил Стойчев                                   |
| Джо           | Георги Ханджиев                                 |
| Тони          | Николай Петров                                  |
| Леля Сара     | Надя Топалова                                   |
| Сиамски котки | Десислава Софранова Цветомира Михайлова         |
| Пег           | Мая Новоселска                                  |
| Борис         | Станислав Пищалов                               |
| Даки          | Теодор Елмазов                                  |
| Бул           | Георги Тодоров                                  |
| Педро         | Анатоли Божинов                                 |
| Тъфи          | Петър Върбанов                                  |
| Бобър         | Иван Райков                                     |

### Песни
| Песен                    | Изпълнител(и) |
| ------------------------ | --- |
| BELLA NOTE               | Емилия Иванова Еделина Кънева Нели Андреева Цветомира Михайлова Боян Василев Ненчо Балабанов Николай Петров Теодор Койчинов Тодор Пурнаров |
| Мир на земята            | Боян Василев |
| Езерото Ломонд           | Калин Арсов |
| Моя малка Лейди          | Васил Стойчев |
| Какво значи бебе         | Ася Рачева |
| НА-НИ-НА                 | Мариана Арсенова |
| Приспивна песен          | Надя Топалова |
| Песен за Сиамските котки | Десислава Софранова Цветомира Михайлова |
| Скитник                  | Мая Новоселска |

### Българска версия
| Обработка                       | Александра Аудио (2006)                 |
| ------------------------------- | --------------------------------------- |
| Режисьор на дублажа             | Симона Нанова                           |
| Преводач                        | Нина Гавазова                           |
| Музикален режисьор              | Десислава Софранова                     |
| Преводач на песните             | Десислава Софранова Цветомира Михайлова |
| Творчески ръководител           | Венета Янкова                           |
| Тонрежисьор на записа           | Петър Костов                            |
| Продуцент на българската версия | Disney Character Voices International   |